# Skidkläder

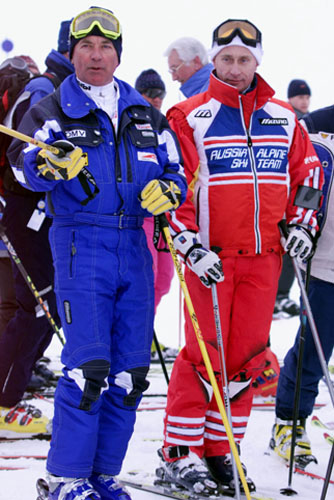
Karl Schranz i en skidoverall och Vladimir Putin i ett skidställ.

Skidkläder är ytterkläder som är avsedda att specifikt användas vid skidåkning och brädåkning. Skidkläderna täcker normalt hela kroppen och finns både som overall och som tvådelade ställ. Det förekommer att byxorna är knälånga och kompletterade av strumpor som når upp till strax ovanför deras nederkant.
Särskilda kläder för skidåkning har huvudsakligen utvecklats från och med 1900-talet, när man har skapat nya textilmaterial och designtekniska lösningar. Den första skidoverallen skapades av den italienske elitskidåkaren och modeskaparen Emilio Pucci 1948. Tidigare användes vanliga vinterkläder, inom det militära vinterfältuniform.
Moderna skidkläder är anpassade för att stå emot snö och väta, samtidigt som de är smidiga och formsydda för att kunna användas med de kroppsställningar som man har vid skidåkningen. Ofta är de utrustade med anpassning till vad som kan behövas vid skidåkningen, till exempel vattentäta fickor för plånbok och telefon och en särskild ficka för liftkort. För mer specialiserade åkare, skiljer sig kläderna åt beroende på vilken skidåkningsdisciplin de ägnar sig åt, så att till exempel i professionella tävlingssammanhang utförsåkningskläder är annorlunda än längdskidåkningskläder. 

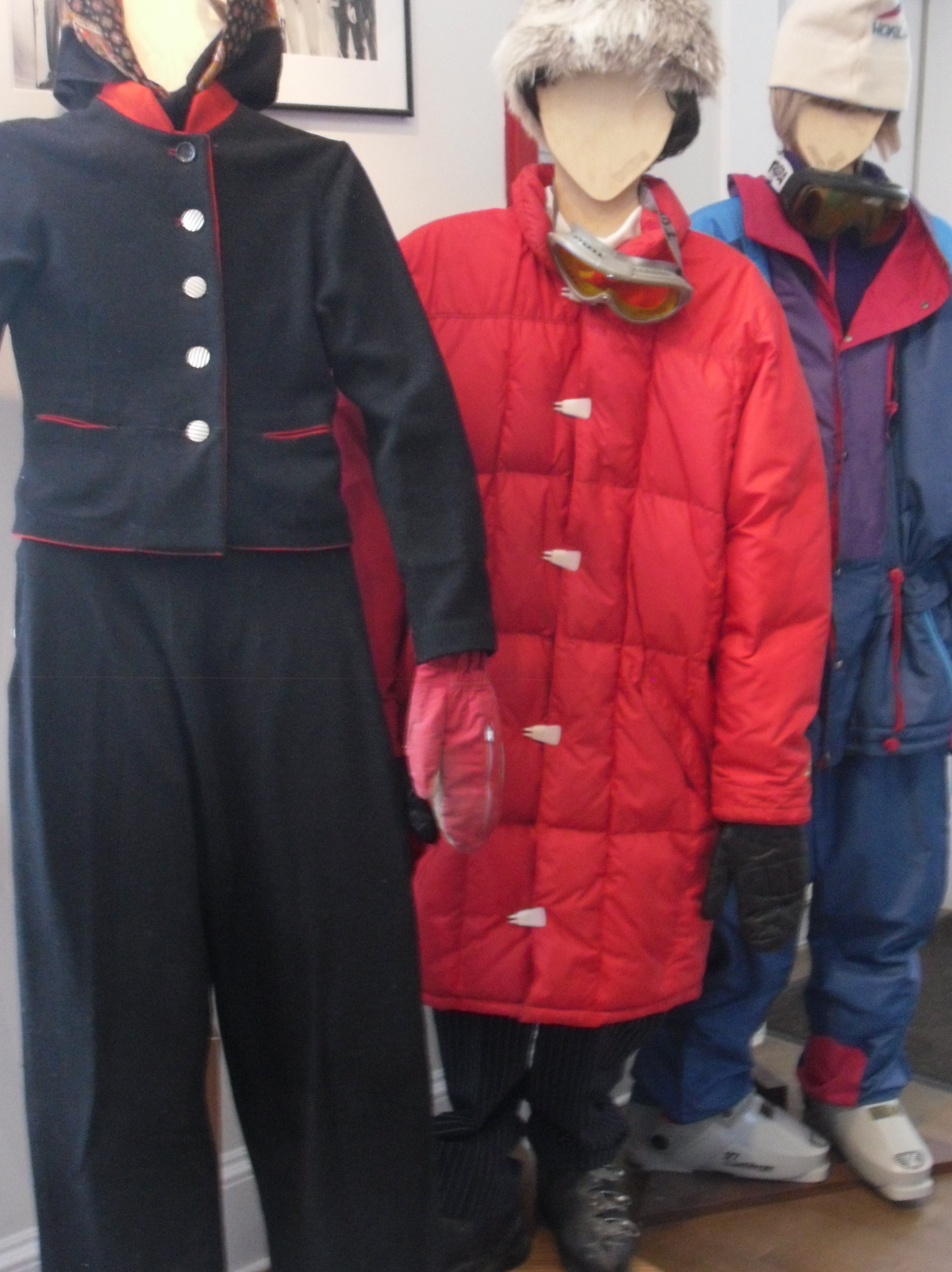
Äldre skidkläder utställda på Vermont Ski and Snowboard Museum.
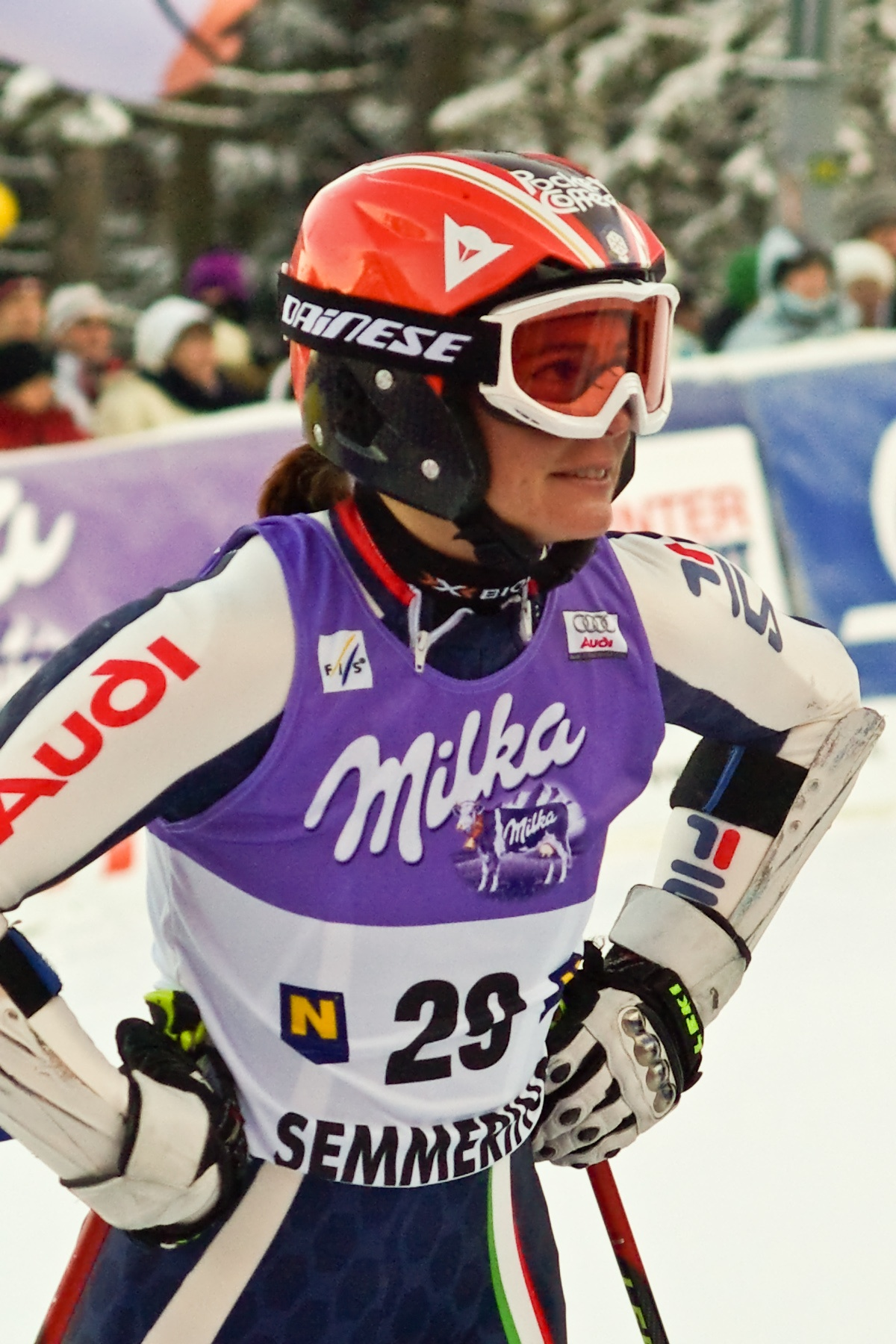
Karen Putzer i skidkläder för tävlingsåkning.
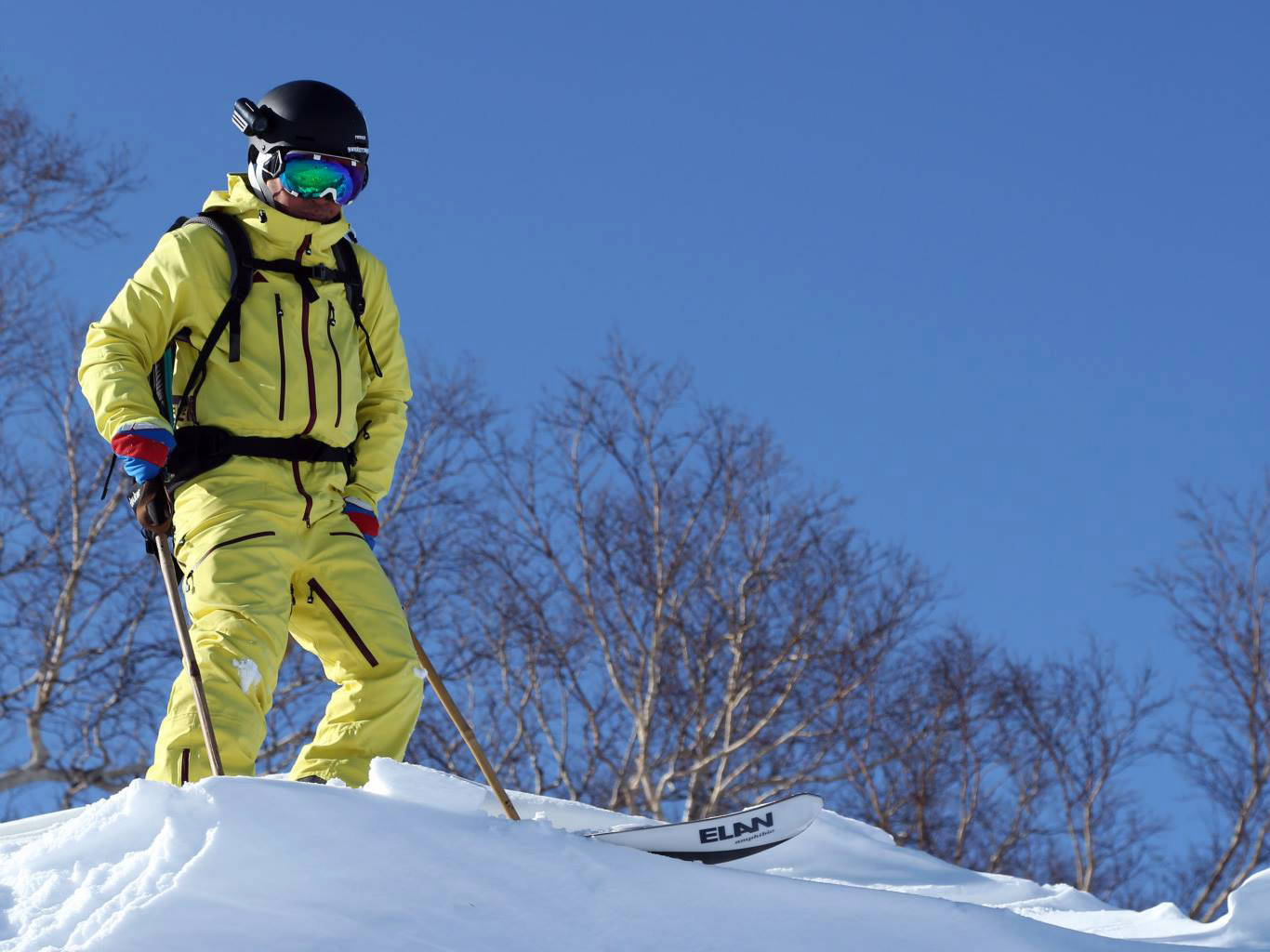
En modern skidoverall.
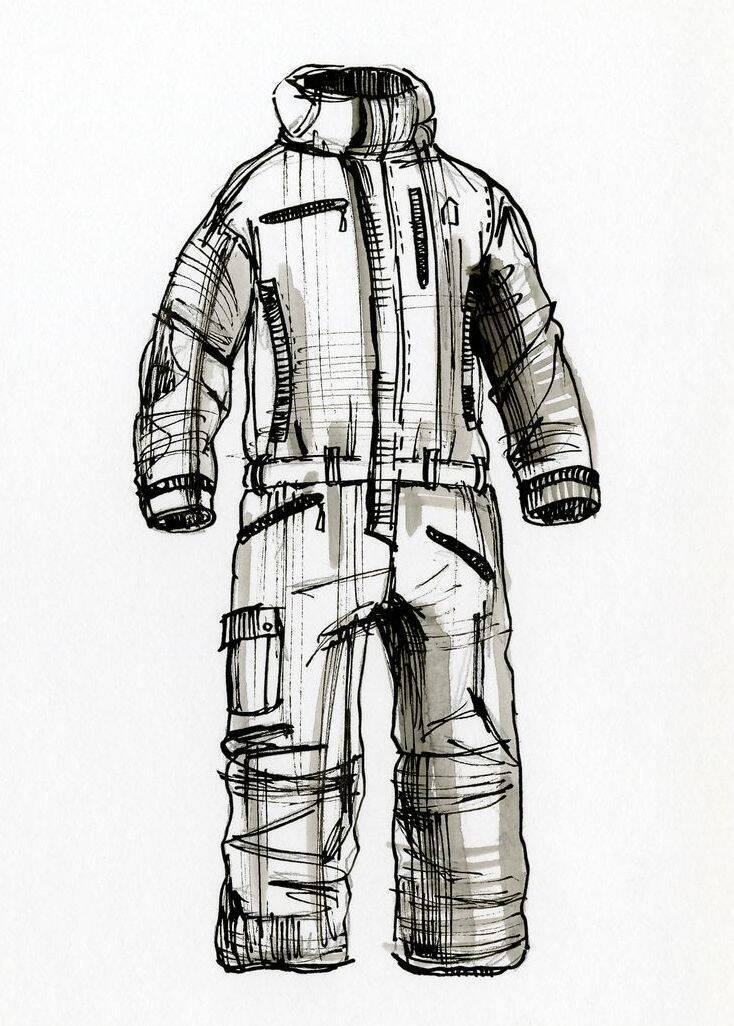
En skidoverall skissad av en klädformgivare.